# Aranzazu

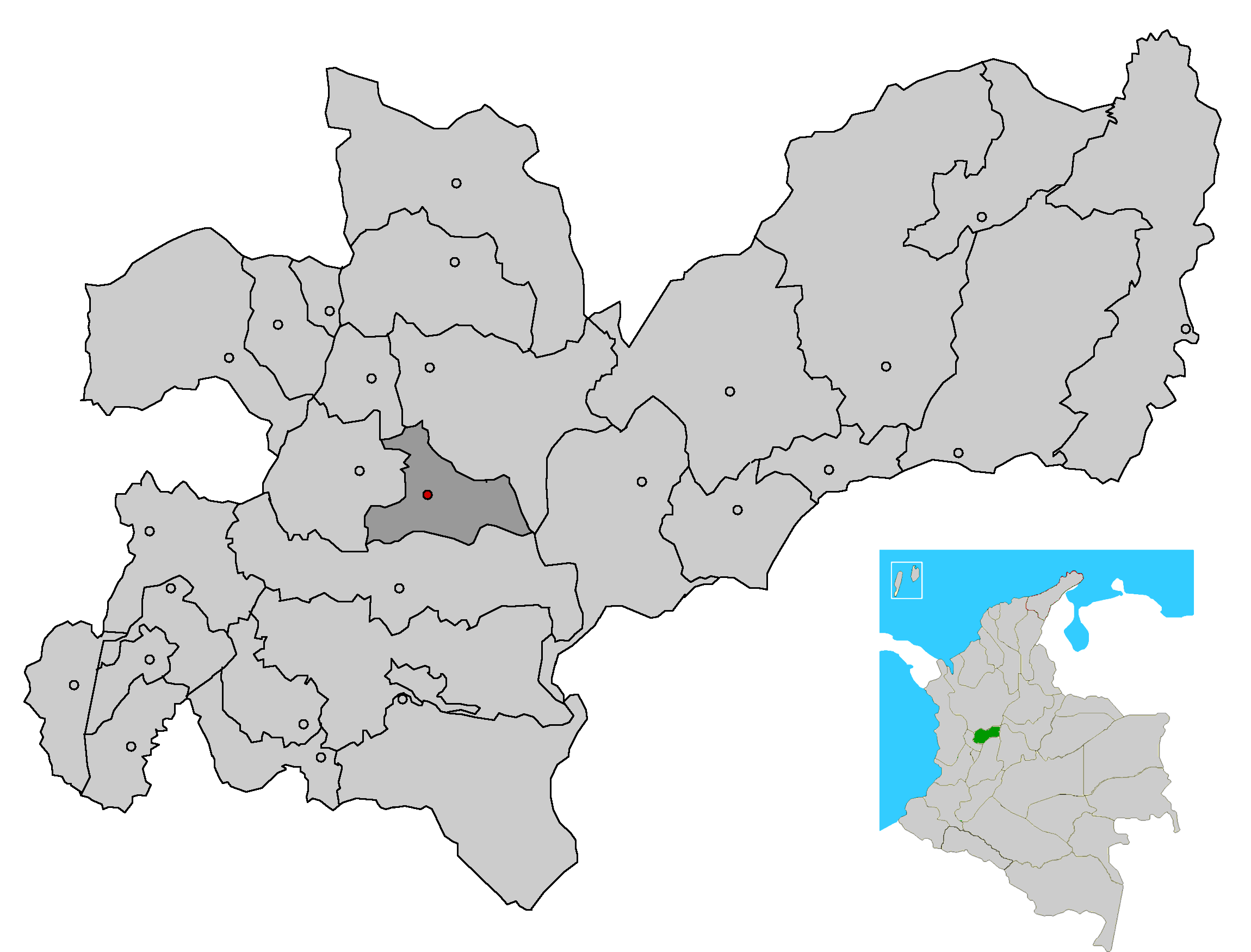
Localização de Aranzazu no departamento de Caldas.

Aranzazu é um município localizado no departamento colombiano de Caldas.